# Otto Lindell
Otto Lindell, född 16 mars 2002, är en svensk fotbollsmålvakt som spelar för Sandvikens IF. 
Lindell inledde sin karriär i IFK Norrköping och gjorde sin första A-lagsmatch i Svenska cupen 2021 då han fick ersätta skadade Oscar Jansson i gruppspelsmatchen mot Sandvikens IF. Otto är yngre bror till Erik Lindell som för närvarande spelar i Degerfors IF.